# Penicillium carneum
Penicillium carneum är en svampart som först beskrevs av Frisvad, och fick sitt nu gällande namn av Frisvad 1996. Penicillium carneum ingår i släktet Penicillium och familjen Trichocomaceae.   Inga underarter finns listade i Catalogue of Life.